# Savannah Challenger 2013
Il Savannah Challenger 2013 è stato un torneo di tennis facente parte della categoria ATP Challenger Tour nell'ambito dell'ATP Challenger Tour 2013. È stata la 5ª edizione del torneo che si è giocata a Savannah negli Stati Uniti dal 22 al 28 aprile 2013 su campi in terra verde e aveva un montepremi di $50,000.

## Partecipanti singolare

### Teste di serie
| Nazionalità | Giocatore          | Ranking* | Testa di serie |
| ----------- | ------------------ | -------- | -------------- |
| Stati Uniti | Mardy Fish         | 42       | 1              |
| Stati Uniti | Michael Russell    | 88       | 2              |
| Stati Uniti | Ryan Harrison      | 100      | 3              |
| Russia      | Alex Bogomolov Jr. | 109      | 4              |
| Stati Uniti | Rhyne Williams     | 117      | 5              |
| Stati Uniti | Jack Sock          | 118      | 6              |
| Stati Uniti | Wayne Odesnik      | 120      | 7              |
| Stati Uniti | Tim Smyczek        | 121      | 8              |

- Ranking al 15 aprile 2013.

### Altri partecipanti
Giocatori che hanno ricevuto una wild card:
- Sekou Bangoura
- Mardy Fish
- Mitchell Krueger
- Tennys Sandgren

Giocatori che sono passati dalle qualificazioni:
- Tarō Daniel
- Bjorn Fratangelo
- Nicolás Massú
- Ricardo Rodríguez
- Nikoloz Basilašvili (lucky loser)

Giocatori che hanno ricevuto un entry come special exempt:
- Alex Kuznetsov
- Denys Molčanov

## Partecipanti doppio

### Teste di serie
| Nazionalità | Giocatore          | Nazionalità | Giocatore      | Ranking* | Testa di serie |
| ----------- | ------------------ | ----------- | -------------- | -------- | -------------- |
| Stati Uniti | Nicholas Monroe    | Stati Uniti | Jack Sock      | 175      | 1              |
| Australia   | Carsten Ball       | Stati Uniti | Ryan Harrison  | 324      | 2              |
| Russia      | Alex Bogomolov Jr. | Stati Uniti | Bobby Reynolds | 354      | 3              |
| Stati Uniti | Alex Kuznetsov     | Germania    | Miša Zverev    | 357      | 4              |

- Ranking al 15 aprile 2013.

### Altri partecipanti
Coppie che hanno ricevuto una wild card:
- Reid Carleton /  Vahid Mirzadeh
- Bjorn Fratangelo /  Mitchell Krueger
- Daniel Regan /  Georgi Rumenov Payakov

Coppie che sono passate dalle qualificazioni:
- David Rice /  Sean Thornley

## Vincitori

### Singolare
Ryan Harrison ha battuto in finale  Facundo Argüello con il punteggio di 6–2, 6–3

### Doppio
Tejmuraz Gabašvili /  Denys Molčanov hanno battuto in finale  Michael Russell /  Tim Smyczek con il punteggio di 6–2, 7–5